# Élection à la direction du Parti travailliste britannique de 1955
L'élection à la direction du Parti travailliste de 1955 a eu lieu en 1955 pour élire le chef du Parti travailliste. Clement Attlee se retire de la vie politique, peu après la défaite des travaillistes aux élections générales de 1955 et après avoir été à la tête du parti pendant une vingtaine d'années. 
Hugh Gaitskell, membre de l'aile droite du parti, est choisi comme nouveau chef du parti face à Aneurin Bevan de l'aile gauche et Herbert Morrison considéré comme trop âgé. Ce dernier quitte son poste de chef adjoint.

## Candidats
| Nom | Nom              | Mandat(s)                                                |
| --- | ---------------- | -------------------------------------------------------- |
|     | Aneurin Bevan    | Ancien ministre de la Santé Député pour Ebbw Vale        |
|     | Hugh Gaitskell   | Ancien chancelier de l'échiquier Député pour Leeds South |
|     | Herbert Morrison | Chef adjoint du parti Député pour Lewisham South         |

## Résultats
|                     | Hugh Gaitskell      | 157   | 58,80 |
| Aneurin Bevan       | 70                  | 26,22 |       |
| Herbert Morrison    | 40                  | 14,98 |       |
| Total/participation | Total/participation | 267   | 96,39 |